# Martha Daniell Logan
Martha Daniell Logan, född 29 december 1704, död 28 juni 1779, var en amerikansk botaniker. Hon samlade och sålde plantor och frön, skrev från 1750 en inflytelserik trädgårdskolumn i South Carolina Gazette och spelade en viktig roll i växtutbytet mellan Nordamerika och Storbritannien genom sitt samarbete med brittiske botanikern i Amerika, John Bartram i Philadelphia.